# Pekach
Pekach (hebrejsky: פֶּקַח‎, Pekach) byl v pořadí osmnáctým králem Severního izraelského království. Jeho jméno se vykládá jako „Otevření (očí)“. Dle názoru moderních historiků a archeologů vládl asi v letech 735 až 732 př. n. l. Podle kroniky Davida Ganse by však jeho kralování mělo spadat do let 3167–3187 od stvoření světa neboli do rozmezí let 595–574 před naším letopočtem, což odpovídá 20 letům vlády, jak je uvedeno v Druhé knize králů.
Pekach byl původně štítonošem krále Pekachjáše, ale zřejmě nesouhlasil s jeho proasyrskou politikou. Proto zosnoval proti králi spiknutí, Pekachjáše ubil v paláci královského domu a sám místo něj usedl na královský trůn v Samaří. V tom okamžiku se severní Izrael stal součástí protiasyrské koalice vedené syrským králem Resínem. Tato koalice zaútočila i na Judské království, kde Pekach v jediném dni pobil 120 tisíc mužů a zajal na „dvě stě tisíc žen, synů a dcer“. Když chtěl judské zajatce odvléct do Samaří, vystoupil proti tomuto záměru prorok Odéd. Tomu se nakonec podařilo vyjednat návrat zajatců zpět do Judeje. Mezitím se ale judský král Achaz obrátil o pomoc k asyrskému králi Tiglat-pileserovi, který zabral část území severního Izraele a přesídlil především příslušníky kmene Gád, kmene Rúben a kmene Manases do Asýrie.  Nato se Pekach stal obětí spiknutí jistého Hóšey, který usedl na izraelský trůn místo něj.
| Králové Izraelského království | Králové Izraelského království | Králové Izraelského království |
| ------------------------------ | ------------------------------ | ------------------------------ |
| Předchůdce: Pekachjáš          | 735–732 př. n. l. Pekach       | Nástupce: Hóšea                |